# Скоттсберг, Лидия
Ли́дия Мати́льда Петроне́лла Ско́ттсберг (швед. Lydia Mathilda Petronella Skottsberg, 19 мая 1877, Карлсхамн, Блекинге — 14 сентября 1948, Стокгольм) — шведская художница, рисовальщица и графистка.
Она была дочерью директора школы Карла Адольфа Скоттсберга и Марии Ловизы Пфайффер, а также родной сестрой знаменитого ботаника Карла Скоттсберга. Она училась в Кунстфаке в 1893—1899 гг. и в Королевской академии искусств в 1900—1903 гг., Где она также изучала курсы гравюры Акселя Тальберга. Как стипендиат Коммерсоллегиума, она совершила учебную поездку в Данию, Германию, Францию и Англию в 1903 году.
Лидия Скоттсберг наиболее известна своим вкладом в книжное искусство. Помимо всего прочего, она подписала виньетки для книги Карла-Эрика Форсслунда Storgårdsblomster (1901) и проиллюстрировала Бенгта Аврелия «Бродячие легенды» в 1913 году. Она участвовала в выставках, организованных Союзом художников Швеции, Обществом шведских деятелей искусства и Шведским всеобщим художественным объединением, а также в Балтийской выставке в Мальмё (1914).
Творчество Лидии Скоттсберг состоит из пейзажных мотивов, выполненных маслом, акварелью или в виде офортов, ксилографии и литографии, а также экслибрисов и постеров. В 1905 году она опубликовала статью о своих учебных поездках в журнале Шведской ассоциации ремёсел.
Работы Скоттсберг представлены в библиотеке Уппсальского университета и в Музее исполнительских искусств в Стокгольме.